# Korn (Familienname)
Korn ist ein deutscher Familienname.

## Namensträger

### A
- Adolf Korn (1885–1943), deutscher Bäcker und Zwangsarbeiter
- Albert Korn (1880–1965), deutscher Lyriker
- Albrecht Korn senior (1828–1895), deutscher Kaufmann und Kammerfunktionär
- Albrecht Korn junior (1857–1916), deutscher Kaufmann und Firmeninhaber
- Alfred Korn (1883–1952), deutscher Buchhändler
- Alison Korn (* 1970), kanadische Ruderin
- Andreas Korn (* 1974), deutscher Fernsehmoderator
- Anja Killmer-Korn (1897–1981), deutsche Widerstandskämpferin
- Arthur Korn (Physiker) (1870–1945), deutscher Physiker
- Arthur Korn (Architekt) (1891–1978), deutscher Architekt, Stadtplaner und Autor
- Artur Korn (* 1937), deutscher Sänger (Bass)

### B
- Benjamin Korn (* 1946), deutscher Theaterregisseur und Essayist

### C
- Carl Korn (1922–2014), US-amerikanischer Elektroingenieur und Unternehmer
- Carmen Korn (* 1952), deutsche Schriftstellerin und Journalistin
- Caroline Müller-Korn (* 1993), deutsche Handballspielerin
- Christoph Korn (* 1965), deutscher Audio- und Medienkünstler
- Christoph Heinrich Korn (1726–1783), deutscher Jurist, Lieutenant und Romancier

### D
- Daniel Korn (1844–1884), deutscher Buchhändler
- Dieter Korn (* 1958), deutscher Geologe und Paläontologe
- Dietrich Korn (* 1932), deutscher Gymnasiallehrer, Altphilologe und promovierter Germanist, und Direktor (1968–1997) des Gymnasium Hankensbüttel, Niedersachsen

### E
- Erna Korn, Geburtsname von Erna de Vries (1923–2021), deutsche Überlebende des Holocaust
- Ernst Korn (1899–nach 1948), deutscher Polizeibeamter und SS-Führer
- Ernst R. Korn, Pseudonym von Heinz R. Schmitz (1936–1982), deutsch-französischer Ordensmann (PFJ), Philosoph, Theologe und Herausgeber
- Evelyn Korn (* 1969), deutsche Ökonomin

### F
- Fadumo Korn (* 1964), somalische Autorin
- Felicitas Korn (* 1974), deutsche Filmregisseurin
- Franz Korn (* 1940), deutscher Fußballspieler
- Friedrich Korn (Verleger) (?–1821), deutscher Buchhändler und Verleger
- Friedrich Korn (1803–1850), deutscher Schriftsteller, siehe Friedrich Nork
- Fritz Korn, Pseudonym von Friedrich Etzkorn (1874–1946), deutscher Friseur, Gewerkschafter und Verbandsfunktionär
- Fritz Korn (1920–1994), deutscher Schauspieler

### G
- Georg Korn (Kaufmann) (1791–1856), deutscher Kaufmann und Bankhausgründer
- Georg Korn (Jurist) (1837–1870), deutscher Jurist und Historiker
- Georg Korn (Physiker) (* 1952), deutscher Physiker
- Georg Ludwig Korn (1780–1838), deutscher Gutsbesitzer
- Gottlieb Korn (1692–1763), deutscher Glockengießer
- Gustav Korn (1826–1887), deutscher Lederfabrikant, Naturwissenschaftler und Sammler

### H
- Hans Korn (Architekt) (1935–2018), deutscher Architekt und Hochschullehrer
- Hans-Enno Korn (1934–1985), deutscher Archivar, Historiker und Heraldiker
- Hans-Friedrich Korn (1934–2015), deutscher Unternehmer
- Harro Korn (* 1955), deutscher Schauspieler
- Heinrich von Korn (1829–1907), deutscher Verlagsbuchhändler und Politiker
- Heinrich Korn (genannt Meister Hämmerlein; 1861–1933), deutscher Uhrmacher und Tierschützer
- Heinz Korn (1923–1993), deutscher Schlagerkomponist und Liedtexter
- Hermann Korn (1907–1946), deutscher Geologe
- Hermann Korn (Jurist) (1867–1929), badischer Verwaltungsjurist

### I
- Ilse Korn (1907–1975), deutsche Schriftstellerin

### J
- Janina Korn (* 1983), deutsche Schauspielerin, Musicaldarstellerin und Stand-up-Komikerin
- Joachim Korn (1919–1994), deutscher Nachrichtentechniker
- Johann Gottlieb Korn (1765–1837), deutscher Buchhändler und Verleger
- Johann Jakob Korn (1702–1756), deutscher Buchdrucker und Verleger
- Johann Robert Korn (1873–1921), deutscher Bildhauer
- Josef Korn (Jurist) (1903–1976), österreichischer Jurist und Richter
- Josef Korn (Heimatforscher) (* 1920), deutscher Heimatkundler
- Josef Ferdinand Friedrich Korn, bekannt als Friedrich Nork (1803–1850), deutscher Schriftsteller
- Jim Korn (James Allen Korn; * 1957), US-amerikanischer Eishockeyspieler
- Jiří Korn (* 1949), tschechischer Sänger, Tänzer und Schauspieler
- Judy Korn (* 1971), deutsche Erziehungswissenschaftlerin und Sachbuchautorin
- Julia Korn (* in Wierstorf), deutsche Publizistin,  Direktorin für Corporate Communications des gesamten Medienkonzern Hubert Burda Media
- Julius Korn (1799–1837), deutscher Buchhändler, Politiker und Verleger

### K
- Karl Korn (Architekt) (1852–1906), österreichischer Architekt und Bauunternehmer
- Karl Korn (Publizist, 1865) (1865–1942), deutscher Redakteur und Publizist
- Karl Korn (Politiker) (1903–1974), deutscher Politiker
- Karl Korn (Publizist, 1908) (1908–1991), deutscher Journalist, Schriftsteller und Geisteswissenschaftler
- Karlwilhelm Horn (* 1928), deutscher Hygieniker
- Klaus Korn (Journalist) (1926–1996), deutscher Journalist und Herausgeber
- Klaus Korn (Bildungsökonom) (1930–2021), Gründer des Zentralinstituts für Jugendforschung
- Klaus Korn (Fußballspieler) (* 1942), deutscher Fußballspieler

### L
- Leo Korn (1958–2008), österreichischer Sänger
- Lillith Korn (* 1983), deutsche Schriftstellerin
- Lorenz Korn (* 1966), deutscher Islamwissenschaftler, Kunsthistoriker und Hochschullehrer
- Lotte Friese-Korn (1899–1963), deutsche Politikerin (FDP), MdB

### M
- Max Korn (1862–1936), deutscher Maler
- Maximilian Korn (1782–1854), österreichischer Schauspieler und Theaterregisseur
- Moritz Korn (1868–1927 oder 1929), deutscher Architekt

### O
- Oliver Korn (* 1984), deutscher Hockeyspieler
- Otto Korn (Philologe) (1842–1883), deutscher Klassischer Philologe und Gymnasialdirektor
- Otto Korn (1898–1955), deutscher Archivar und Heraldiker

### P
- Paul Korn (* 1963/1964), deutscher Wirtschaftsmanager
- Peter Korn (* 1951), US-amerikanischer Möbeldesigner, Autor und Institutsgründer
- Peter Jona Korn (1922–1998), deutscher Komponist und Pädagoge
- Philipp Anton Korn (1810–1886), ungarischer Hauptmann, Verleger und Frauenrechtler

### R
- Rachel Korn (1898–1982), jiddische Schriftstellerin
- Ralf Korn (* 1963), deutscher Mathematiker
- Renke Korn (1938–2020), deutscher Schriftsteller, Regisseur und Maler
- Richard Korn (1871–1940), deutscher Politiker und Bürgermeister der Stadt Gladbeck
- Richard von Bergmann-Korn (1885–1945), deutscher Buchhändler
- Roland Korn (* 1930), deutscher Architekt
- Rudolf Korn (Finanzwissenschaftler) (1912–1983), deutscher Finanzwissenschaftler, Ministerialbeamter und Vorstandsmitglied der BHS
- Rudolf Reinhard Korn (1859–1938), deutscher Heimatforscher

### S
- Sacha Korn (* 1975), deutscher Musiker und Musikmanager
- Salomon Korn (* 1943), deutscher Architekt und Autor

### T
- Theodor Korn (1844–1911), deutscher Sportlehrer und Turner
- Thomas Korn (* 1972), deutscher Neurologe

### U
- Udo Korn (* 1951), deutscher Fußballspieler
- Ulf-Dietrich Korn (1936–2019), deutscher Kunsthistoriker, Denkmalpfleger und Heraldiker
- Ulrich Korn (1941–2020), deutscher Ingenieur und Professor für Regelungstechnik

### V
- Vilmos Korn (1899–1970), deutscher Schriftsteller

### W
- Walter Korn (Schachautor) (1908–1997), tschechisch-US-amerikanischer Schachautor
- Walter Korn (Politiker) (1937–2005), deutscher Politiker (CDU)
- Walter Korn (Fotograf) (Walter Richard Korn; * 1958), deutscher Fotograf und Bildredakteur
- Werner Korn (Architekt, 1908) (1908–1977), deutscher Architekt
- Werner Korn (Biologe) (* 1946), deutscher Biologe und Museumsleiter
- Werner Korn (Architekt, 1951) (1951–2023), österreichischer Architekt und Kulturmanager
- Werner A. Korn (* 1941), deutscher Kriminalbeamter, Autor und Verleger
- Wilhelm Korn (Fabrikant) (1838–1898), deutscher Fabrikant
- Wilhelm Gottlieb Korn (1739–1806), deutscher Buchhändler und Herausgeber
- Wilhelmine Korn (1786–1843), österreichische Schauspielerin
- Willi Korn (1893–1972), deutscher Ingenieur und Kryptologe
- Wolfgang Korn (Künstler) (* 1949), deutscher Grafiker und Glasgestalter
- Wolfgang Korn (* 1958), deutscher Journalist und Sachbuchautor